# フラッシング (クイーンズ)
フラッシング（Flushing）は、アメリカ合衆国ニューヨーク市のクイーンズ区にある地区。

## 概要
クイーンズ区の主要商業地の一つ。中国系アメリカ人の居住地であり、「フラッシング・チャイナタウン」と呼ばれることが多い。西側にフラッシング・メドウズ・コロナ・パークがある。

## 歴史
オランダ植民地（ニューネーデルラント）時代から続く歴史の古い街である。地名はオランダ語「フリシンゲン」が変形したものである。

## 交通
- ニューヨーク地下鉄：フラッシング-メイン・ストリート駅

- ロングアイランド鉄道：フラッシング-メイン・ストリート駅